# シンクロケーブル
シンクロケーブルとは、エレクトロニックフラッシュや閃光電球（フラッシュバルブ）を使った撮影において、それらとカメラを繋ぎ、シャッターの開閉と発光のタイミングを合わせるためのケーブル。
クリップオンフラッシュの場合、シンクロ接点を持つアクセサリーシュー、すなわちホットシューの出現でほとんど不要になった。しかしグリップ型のストロボや、商業撮影で使われる大型ストロボを使った撮影、また、ホットシューを採用していない古いカメラでの撮影では現在でも必要となる。